# Каджанг
Каджанг (малайск. Kajang) — город в округе Хулу-Лангат в штате (султанате) Селангор Малайзии. Расположен к юго-востоку от Куала-Лумпура. Каджанг, как и большая часть округа Хулу-Лангат, находится в ведении муниципального совета Каджанга. Город Каджанг расположен на восточном берегу реки Лангат. Его окружают Черас, Семених, Банги, Путраджая и Серданг.
По данным переписи 2020 года, на территории местного самоуправления (в которую входят Каджанг, Черас, Балаконг, Банги, Семених и Пекан-Хулу-Лангат) проживает 1,05 миллиона человек.

## Этимология
Считается, что название Каджанг произошло от языка племён Темуан (Оранг-асли), которые населяли долину Лангат в XVII—XVIII веках. На их языке слово каджанг относилось к их искусству плетения листьев пандана, который был распространён во многих частях страны. Похожая теория гласит, что поселенцы из соседней  области  Сунгай-Уджонг (Негери-Сембилан) когда-то построили в этом районе хижины (пондок) с соломенной крышей из сложенных (липат каджанг) листьев сосны.
Также считается, что название каджанг могло произойти от бугийского слова berkajang, означающего лагерь или жильё.

## География и развитие
Каджанг находится примерно в 22 км (14 милях), примерно в получасе езды от центрального делового района Куала-Лумпура, в основном через LP-1 и E-7; оба маршрута являются частью системы LP-1. По железной дороге можно доехать примерно за 40 минут от станции метро Национальный  музей по линии Каджанг.
Первый запланированный тауншип, построенный и развитый недалеко от Каджанга, — это Бандар-Бару-Банги, который был впервые разработан в 1974 году правительством штата Селангор как город-спутник самого Каджанга. Некоторые правительственные учреждения, включая окружной земельный офис, начали работать за пределами тауншипа. Автобусный и таксомоторный терминал Каджанга под названием Хентиан-Каджанг также расположен в восточной части тауншипа.
В последние годы ближе к городу Каджанг было построено больше тауншипов, таких как Таман-Прима-Сауджана, Сунгай-Чуа и Таман-Каджанг-Пердана (Каджанг-Хайлендс). Высококлассные объекты застройки в Каджанге включают Twin Palms, Sri Banyan, Country Heights, Jade Hills, Saujana Impian, TTDI Grove, Tropicana Heights и Prima Paramount. Районы вокруг этих тауншипов доступны через скоростные автомагистрали E-18, E-21, E-7 и E-2.